# Wilhelm Röntgen
Wilhelm Conrad Röntgen est un physicien allemand, né le 27 mars 1845 à Lennep en province de Rhénanie, et mort le 10 février 1923 à Munich.
Il fait une grande partie de sa scolarité aux Pays-Bas avant d'entrer à l'École polytechnique fédérale de Zurich. Il est successivement professeur de physique à Strasbourg (1876-1879), à Gießen (1879-1888), à Wurtzbourg (1888-1900) et à Munich (1900-1920). Il découvre les rayons X en 1895, ce qui lui vaut de recevoir la médaille Rumford en 1896 et le premier prix Nobel de physique en 1901.

## Biographie

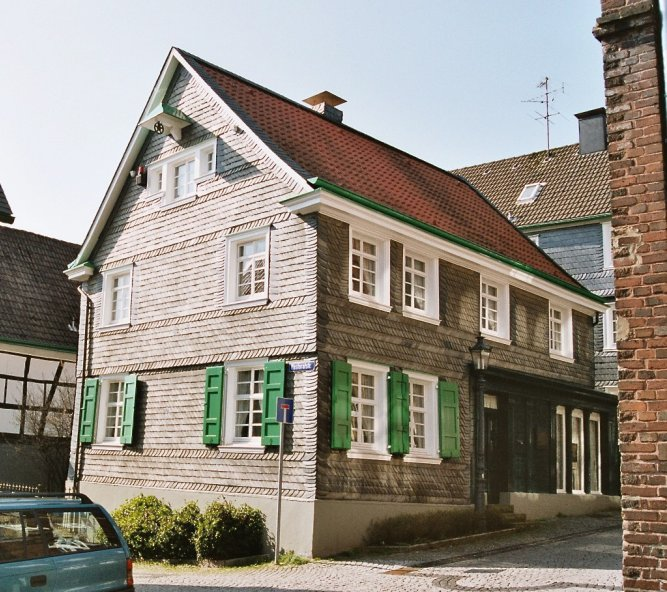
Maison natale de Wilhelm Röntgen à Remscheid-Lennep

### Années de jeunesse
Fils unique de Friedrich Röntgen, manufacturier de textiles et de Charlotte Constanze Frowein, il naît le 27 mars 1845 à Lennep, en province de Rhénanie. À 3 ans, sa famille déménage à Apeldoorn aux Pays-Bas, pays natal de sa mère, pour des raisons financières. Il entre à l'institut de Martinus Herman van Doorn, un pensionnat. Bien qu'il ne semble posséder aucune aptitude particulière, il aime la nature et les promenades en forêts, il semble très doué pour fabriquer des mécanismes, prédisposition qu'il gardera toute sa vie.
En 1862, admis à l'école technique d'Utrecht, il en est expulsé : il est accusé d'être l'auteur d'une caricature d'un de ses professeurs. En 1865, il étudie la physique à l'université d'Utrecht. Il n'a pas le niveau pour être étudiant régulier : il passe alors les examens d'entrée à l'École polytechnique fédérale de Zurich pour étudier en ingénierie mécanique. L'enseignement de ses professeurs Kundt et Clausius va le marquer. En 1869, il soutient sa thèse de physique et devient l'assistant de Kundt. Il le suit à Wurtzbourg et trois ans plus tard à Strasbourg.

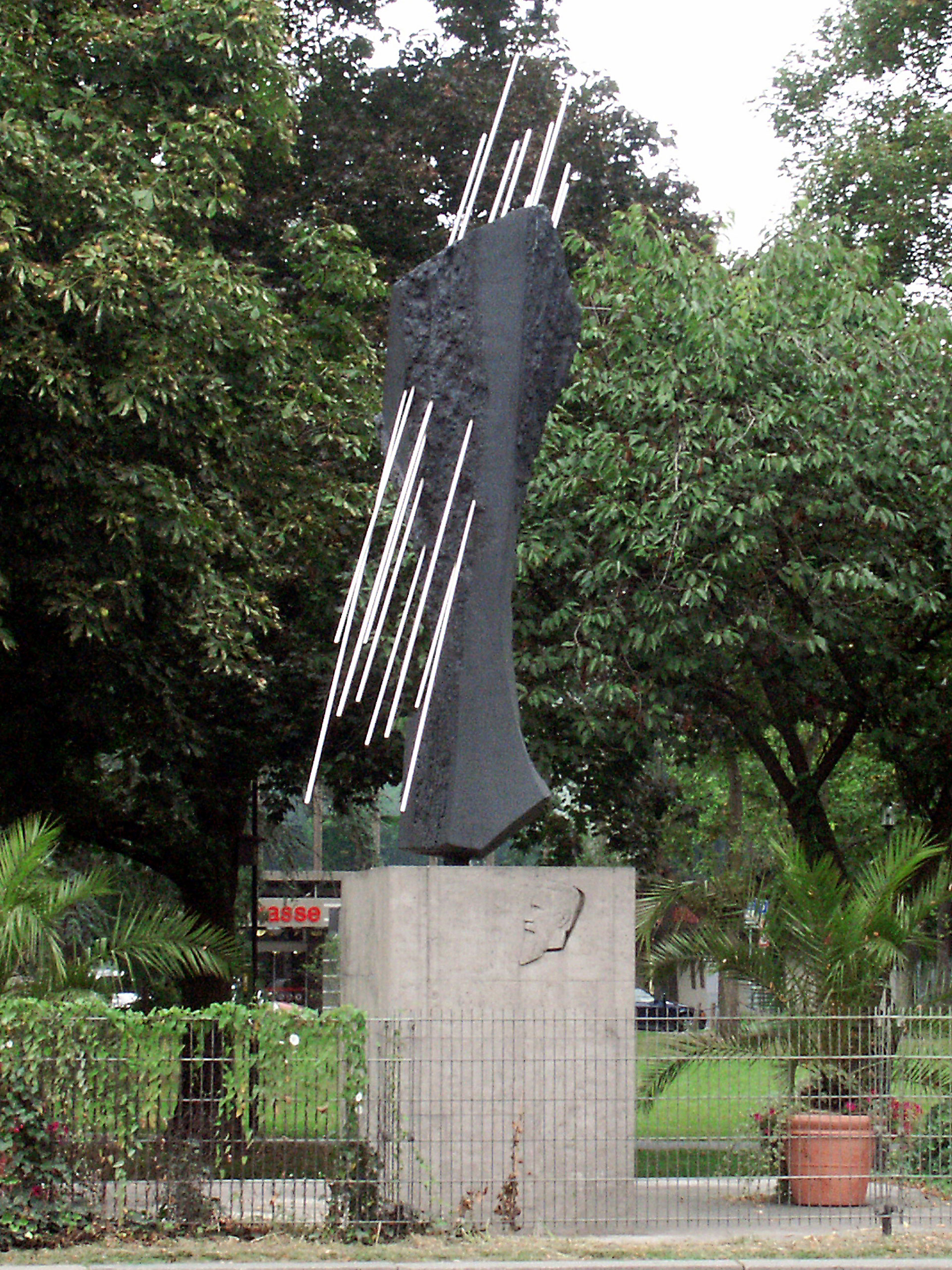
Mémorial à Gießen

Le 19 janvier 1872 à Apeldoorn, il épouse Anna Bertha Ludwig (1839-1919), fille d'un cabaretier de Zürich qu'il avait rencontrée dans l'établissement tenu par son père. Ils n’ont pas d'enfants mais adoptent en 1887 Josephine Bertha Ludwig, la fille âgée de 6 ans du frère d'Anna.

### Professeur de physique
En 1874, il est maître de conférences à l'université de Strasbourg et en 1875, il est promu professeur à l'académie d'agriculture de Hohenheim dans le royaume de Wurtemberg. En 1876, il retourne à Strasbourg comme professeur de physique et trois ans plus tard il accepte la chaire de physique de l'université de Gießen. En 1888, il est nommé professeur à l'Université de Wurtzbourg où il découvre les rayons X en 1895.
Le 1er avril 1900, sur proposition du gouvernement bavarois, il est nommé à la chaire de physique de l’université Louis-et-Maximilien de Munich, qu'il ne quittera plus.
En 1914, il fut un des signataires du Manifeste des 93 soutenant le militarisme de l'Empire allemand.
Quatre ans après le décès d'Anna, Röntgen meurt à son tour, le 10 février 1923, à Munich, d'un cancer de l'intestin, qui ne semble toutefois avoir aucun rapport avec ses activités scientifiques, Röntgen ayant été un des premiers à utiliser systématiquement des boucliers en plomb afin de se protéger de ces rayons.

## Travaux

### Premiers travaux
Le premier article de Röntgen est publié en 1870 au sujet de la « chaleur spécifique des gaz » et est suivi quelques années plus tard par un article sur la « conductivité thermique des cristaux ». Il étudie d'autres champs de la physique, tels que les propriétés électriques et autres caractéristiques des cristaux, l'influence de la pression sur l'indice de réfraction de divers fluides, la modification des plans de la lumière polarisée par influences magnétiques, la variation des fonctions de température et de compression de l'eau et autres fluides et les phénomènes qui accompagnent l'étalement de l'huile sur l'eau.
Le nom de Röntgen est toutefois principalement associé à sa découverte de rayons qu'il nomme les « rayons X ». En 1895, il étudie le phénomène du passage d'un courant électrique à travers un gaz sous basse pression. Des expériences dans ce domaine avaient déjà été accomplies par J. Plücker (1801-1868), Eugen Goldstein (1850-1931), Sir William Crookes (1832-1919), H. Hertz (1857-1894) et Ph. von Lenard (1862-1947). Les travaux de Röntgen sur les rayons cathodiques l'amènent à la découverte d'un nouveau type de rayons.

### Le premier «Röntgenogram»

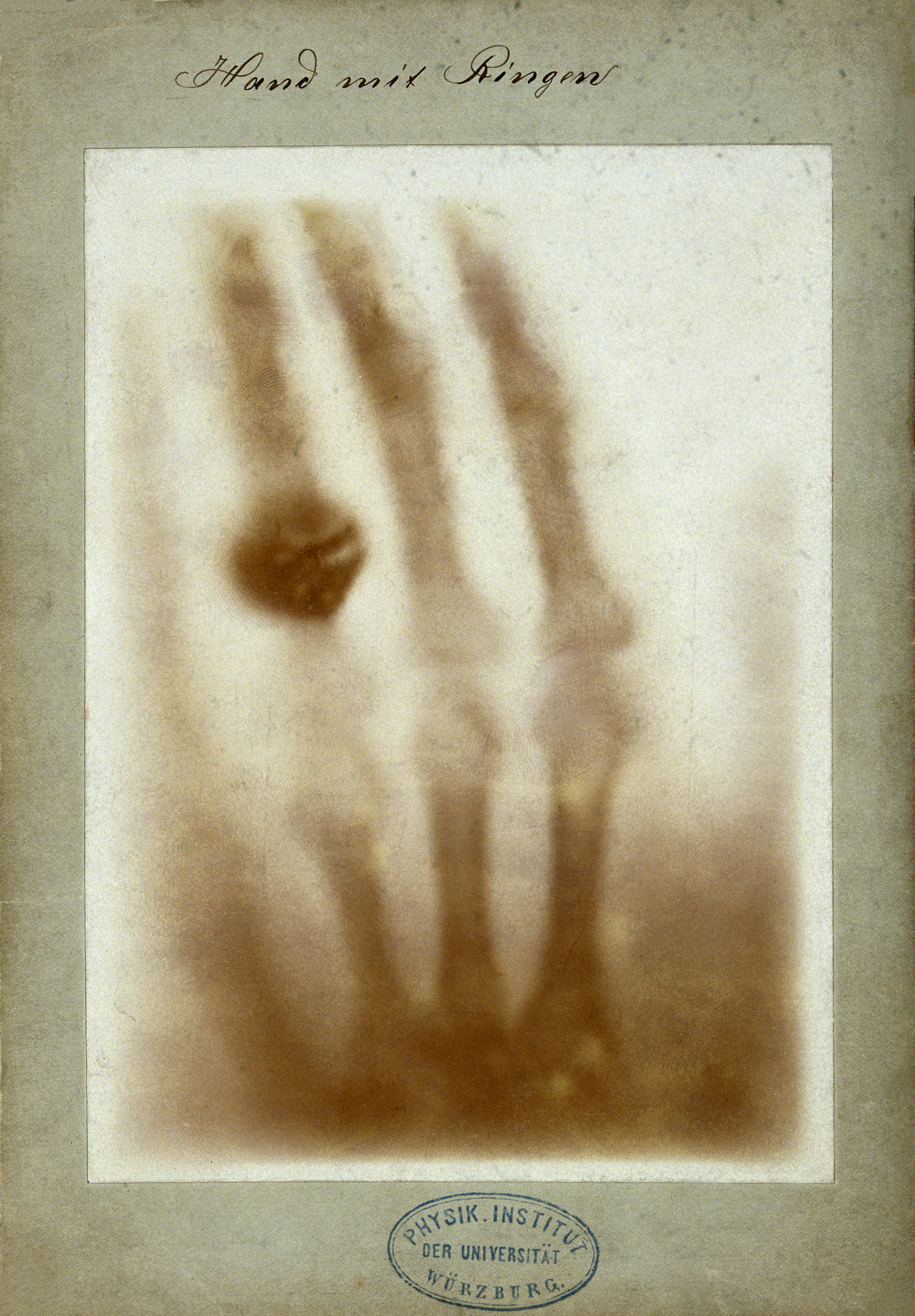
Photographie de la main d'Anna Bertha Ludwig Röntgen prise le 22 décembre 1895.

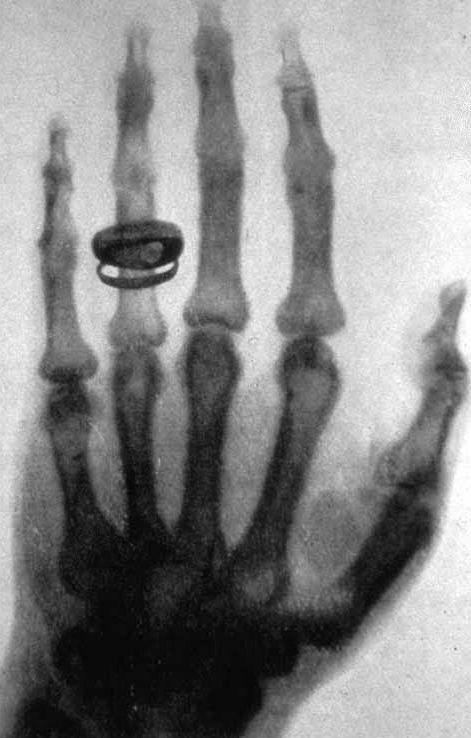
Photographie de la main d’Albert von Kolliker prise le 23 janvier 1896.

Le soir du 8 novembre 1895, Röntgen observe qu'à la décharge d'un tube, complètement enrobé de carton noir, scellé pour en exclure toute lumière et ceci dans une chambre noire, un carton couvert d'un côté de platino-cyanure  de baryum devient fluorescent lorsqu'il est frappé par les rayons émis du tube, et ce jusqu'à une distance de deux mètres. Lors d'expériences subséquentes, il place divers objets entre une plaque photographique et la source de rayonnement et il se rend compte qu'ils ont une transparence variable. Il expérimente ensuite avec la main de son épouse placée sur le parcours des rayons. Au développement, il s'aperçoit que l'image est l'ombre des os de la main de son épouse, son alliance y étant visible. Les os sont entourés d'une pénombre qui représente la chair de la main, la chair est donc plus perméable aux rayons. C'est le premier « Röntgenogram ». À la suite d'autres expériences, Röntgen constate que les nouveaux rayons sont produits par l'impact des rayons cathodiques sur un objet matériel. Parce que leur nature est encore inconnue, il leur donne le nom de « rayons X ». Plus tard, Max von Laue et ses étudiants démontreront qu'ils sont de nature électromagnétique, tout comme la lumière, et diffèrent seulement par une plus haute fréquence.
Cette découverte suscite chez les chercheurs une vive émulation, qui aboutira en France à l'affaire des rayons N.

## Honneurs et reconnaissances
Röntgen fut célèbre de son vivant et après sa mort. Dans plusieurs villes des rues portent son nom. Il eut plusieurs prix et médailles ainsi que plusieurs doctorats honorifiques. Il fut membre honorifique de plusieurs sociétés en Allemagne et ailleurs ; la liste de toutes ses distinctions est longue. Malgré tous ces honneurs, Röntgen demeura un homme humble et hésitant. Toute sa vie il a conservé son amour pour la nature. Il a passé la plupart de ses vacances estivales à Weilheim, au pied des Alpes bavaroises, où il accueillait ses amis, et faisait de la randonnée en montagne. Il était un bon montagnard, et il a quelquefois été dans des situations périlleuses pendant la pratique de cette activité. Il était aimable, courtois et semblait toujours se préoccuper de la compréhension et des opinions des autres. Gêné d'avoir un assistant, il préférait travailler seul. Il a construit la plupart des appareils qu'il utilisait, quelquefois avec une grande ingéniosité et un grand talent d'expérimentateur.
Il reçut le premier prix Nobel de physique en 1901 « en reconnaissance des services extraordinaires qu'il a rendus en découvrant les remarquables rayons qui ont été nommés par la suite en son honneur ».
Un musée lui est entièrement consacré, ainsi qu'à sa découverte, près de sa maison natale à Remscheid. Il y a également un Mémorial Röntgen au rez-de-chaussée dans l'ancien institut de physique de l'université de Wurtzbourg.